# Helen Mirren
Helen Lidia Mirren (născută Mironoff, 26 iulie 1945 la Londra) este o actriță britanică de film, laureată a premiului Oscar pentru rolul reginei Elisabeta a Angliei.

## Educația și familia

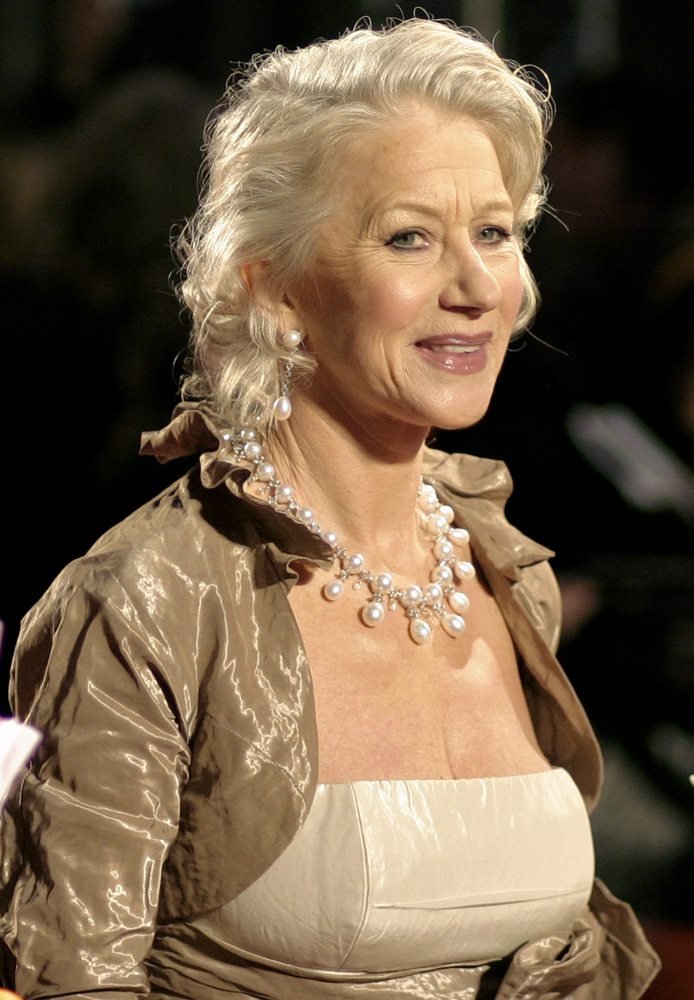
Helen Mirren în 2007

S-a născut ca Hellen Mironoff în Londra. Tatăl ei este rus, iar mama englezoaică. Bunicul din partea tatălui, Pyotr Vassilievich Mironov, a fost un diplomat și colonel rus foarte respectat, care a avut ca misiune negocierea unor afaceri de război în Londra. Tocmai de aceea, în timpul Revoluției din Rusia, s-a mutat cu toată familia în Marea Britanie. Tatăl său și-a schimbat numele în Mirren în 1950. A fost violonist pentru multă vreme la Filarmonica din Londra și înainte de a se alătura Ministerului Transporturilor a fost și taximetrist.
Helen Mirren a urmat cursurile Școlii Catolice de fete Saint Bernard, unde și-a început și cariera de actriță. A jucat în mai multe producții de teatru în cadrul școlii, pentru care a fost, încă de pe atunci, foarte apreciată. La vârsta de 18 ani a dat o audiție pentru Teatrul Național pentru tineret și a fost acceptată.

## Filmografie
| An   | Titlu                                         | Rol                                     | Note                       |
| ---- | --------------------------------------------- | --------------------------------------- | -------------------------- |
| 1966 | Press for Time                                | Penelope Squires                        | Uncredited role            |
| 1967 | Herostratus                                   | Advert Woman                            |                            |
| 1968 | A Midsummer Night's Dream                     | Hermia                                  |                            |
| 1969 | Age of Consent                                | Cora Ryan                               |                            |
| 1970 | Red Hot Shot                                  |                                         |                            |
| 1972 | Savage Messiah                                | Gosh Boyle                              |                            |
| 1972 | Miss Julie                                    | Miss Julie                              |                            |
| 1973 | O Lucky Man!                                  | Patricia                                |                            |
| 1975 | Caesar and Claretta                           | Claretta Petacci                        |                            |
| 1976 | Hamlet                                        | Ophelia/Gertrude                        |                            |
| 1978 | As You Like It                                | Rosalind/BBC The Shakespeare Collection |                            |
| 1979 | The Quiz Kid                                  | Joanne                                  | A segment of ITV Playhouse |
| 1979 | Caligula                                      | Caesonia                                |                            |
| 1980 | Hussy                                         | Beaty                                   |                            |
| 1980 | The Fiendish Plot of Dr. Fu Manchu            | Alice Rage                              |                            |
| 1980 | The Long Good Friday                          | Victoria                                |                            |
| 1981 | Excalibur                                     | Morgana                                 |                            |
| 1984 | Cal                                           | Marcella                                |                            |
| 1984 | 2010                                          | Tanya Kirbuk                            |                            |
| 1984 | Faerie Tale Theatre: "The Little Mermaid"     | Princess Amelia                         | TV series: 1 episode       |
| 1985 | Heavenly Pursuits                             | Ruth Chancellor                         |                            |
| 1985 | Coming Through                                | Frieda von Richthofen Weekley           |                            |
| 1985 | White Nights                                  | Galina Ivanova                          |                            |
| 1986 | The Mosquito Coast                            | Mother Fox                              |                            |
| 1988 | Pascali's Island                              | Lydia Neuman                            |                            |
| 1989 | When the Whales Came                          | Clemmie Jenkins                         |                            |
| 1989 | The Cook, the Thief, His Wife & Her Lover     | Georgina Spica                          |                            |
| 1990 | Bethune: The Making of a Hero                 | Frances Penny Bethune                   |                            |
| 1990 | The Comfort of Strangers                      | Caroline                                |                            |
| 1991 | Prime Suspect                                 | Jane Tennison                           | TV series                  |
| 1991 | Where Angels Fear to Tread                    | Lilia Herriton                          |                            |
| 1993 | The Hawk                                      | Annie Marsh                             |                            |
| 1993 | Royal Deceit                                  | Geruth                                  |                            |
| 1994 | The Madness of King George                    | Queen Charlotte                         |                            |
| 1995 | The Snow Queen                                | Snow Queen                              | (voice)                    |
| 1996 | Some Mother's Son                             | Kathleen Quigley                        | Also Associate Producer    |
| 1996 | Losing Chase                                  | Chase Phillips                          | TV                         |
| 1997 | Critical Care                                 | Stella                                  |                            |
| 1998 | Sidoglio Smithee                              | Herself                                 |                            |
| 1998 | Tracey Takes On...                            | Professor Horen                         | TV series: 1 episode       |
| 1998 | The Prince of Egypt                           | The Queen                               | (voice)                    |
| 1999 | The Passion of Ayn Rand                       | Ayn Rand                                |                            |
| 1999 | Teaching Mrs. Tingle                          | Mrs. Eve Tingle                         |                            |
| 2000 | Greenfingers                                  | Georgina Woodhouse                      |                            |
| 2001 | The Pledge                                    | Doctor                                  |                            |
| 2001 | No Such Thing                                 | The Boss                                |                            |
| 2001 | Happy Birthday                                | Distinguished Woman                     | Also Director              |
| 2001 | Last Orders                                   | Amy                                     |                            |
| 2001 | Gosford Park                                  | Mrs. Wilson                             |                            |
| 2002 | Door to Door                                  | Mrs. Porter                             | TV                         |
| 2002 | Georgetown                                    | Annabelle Garrison                      | TV                         |
| 2003 | The Roman Spring of Mrs. Stone                | Karen Stone                             | TV                         |
| 2003 | Calendar Girls                                | Chris Harper                            |                            |
| 2004 | The Clearing                                  | Eileen Hayes                            |                            |
| 2004 | Raising Helen                                 | Dominique                               |                            |
| 2005 | The Hitchhiker's Guide to the Galaxy          | Deep Thought                            | (voice)                    |
| 2005 | Elizabeth I                                   | Queen Elizabeth I                       |                            |
| 2005 | Shadowboxer                                   | Rose                                    |                            |
| 2006 | The Queen                                     | Queen Elizabeth II                      |                            |
| 2007 | National Treasure: Book of Secrets            | Emily Appleton                          |                            |
| 2008 | Inkheart                                      | Elinor Loredan                          |                            |
| 2009 | State of Play                                 | Cameron Lynne                           |                            |
| 2009 | The Last Station                              | Sofya Tolstoy                           |                            |
| 2010 | Love Ranch                                    | Grace Bontempo                          |                            |
| 2010 | The Tempest                                   | Prospera                                |                            |
| 2010 | Brighton Rock                                 | Ida                                     |                            |
| 2010 | RED                                           | Victoria Winslow                        |                            |
| 2010 | Legend of the Guardians: The Owls of Ga'Hoole | Nyra                                    | (voice)                    |
| 2010 | Saturday Night Live                           | Herself                                 | TV (cameo)                 |
| 2011 | Arthur                                        | Lillian Hobson                          |                            |
| 2011 | Saturday Night Live                           | Herself (host)                          | TV                         |
| 2011 | The Debt                                      | Rachel Singer                           |                            |
| 2012 | The Door                                      | Emerenc                                 |                            |
| 2012 | Glee                                          | Voice of Becky Jackson                  | TV                         |
| 2012 | Hitchcock                                     | Alma Reville                            |                            |
| 2013 | Phil Spector                                  | Linda Kenney Baden                      | TV film                    |
| 2013 | Monsters University                           | Dean Hardscrabble                       | Voice role                 |
| 2013 | RED 2                                         | Victoria Winslow                        |                            |
| 2014 | Unity                                         | Narrator                                | Documentary                |
| 2014 | The Hundred-Foot Journey                      | Madame Mallory                          | Filmare                    |

### Selected stage credits
- Cleopatra, Anthony and Cleopatra, Old Vic Theatre, London, 1965
- Cathleen, Long Day's Journey into Night, Century Theatre, Manchester,England 1965
- Kitty, Charley's Aunt, Century Theatre, Manchester, 1967
- Nerissa, The Merchant of Venice, Century Theatre,Manchester, 1967
- Castiza, The Revenger's Tragedy, Royal Shakespeare Company, Stratford-upon-Avon, England, 1967
- Diana, All's Well That Ends Well, Royal Shakespeare Company, Stratford-upon-Avon, 1967
- Cressida, Troilus and Cressida, Royal Shakespeare Company, Aldwych Theatre, London, 1968
- Hero, Much Ado about Nothing, Aldwych Theatre, 1968–1969
- Win-the-Fight Littlewit, Bartholomew Fair, Aldwych Theatre, 1969
- Lady Anne, Richard III, Royal Shakespeare Company, Stratford-upon-Avon, 1970
- Ophelia, Hamlet, Royal Shakespeare Company, Stratford-upon-Avon, 1970
- Julia, The Two Gentlemen of Verona, Royal Shakespeare Company, Stratford-upon-Avon, 1970
- Tatyana, Enemies, Royal Shakespeare Company, Aldwych Theatre, 1971
- Harriet, The Man of Mode, Royal Shakespeare Company, Aldwych Theatre, 1971
- Title role, Miss Julie, Royal Shakespeare Company, Aldwych Theatre, 1971
- Elayne, The Balcony, Royal Shakespeare Company, Aldwych Theatre, 1971
- Isabella, Measure for Measure, Riverside Studios Theatre, London,1974
- Lady Macbeth, Macbeth, Royal Shakespeare Company, Stratford-upon-Avon, 1974, then Aldwych Theatre, 1975
- Maggie, Teeth 'n' Smiles, Royal Court Theatre, London, 1975, then Wyndham's Theatre, London, 1976
- Nina, The Seagull, Lyric Theatre, London, 1975
- Ella, The Bed before Yesterday, Lyric Theatre, 1975
- Queen Margaret, Henry VI, Parts I, II and III, Royal Shakespeare Company, Stratford-upon-Avon, 1977, then Aldwych Theatre, 1978
- Title role, The Duchess of Malfi, Royal Exchange Theatre, Manchester, England, 1980, then The Roundhouse, London, 1981
- Grace, Faith Healer, Royal Court Theatre, 1981
- Cleopatra, Antony and Cleopatra, Pit Theatre, London, 1983
- Moll Cutpurse, The Roaring Girl, Barbican Theatre, London, 1983
- Marjorie, Extremities, Duchess Theatre, London, 1984
- Madame Bovary, 1987
- Angela, "Some Kind of Love Story," and dying woman, "Elegy for a Lady," in Two-Way Mirror (double-bill), Young Vic Theatre, *London, 1989
- Sex Please We're Italian, 1991
- Natalya Petrovna, A Month in the Country, London, 1994, then Criterion Theatre, New York City, 1995
- Antony and Cleopatra, Royal National Theatre, London, 1998
- Collected Stories, London, 1999
- Lady Torrance, Orpheus Descending, Donmar Warehouse, London, 2000
- Alice, Dance of Death, Broadhurst Theatre, New York City, 2001–2002
- Mourning Becomes Electra, Lyttelton Stage, Royal National Theatre, 2003
- Phedre, National Theatre, 2009
- Also appeared as Susie Monmican, The Silver Lassie; in Woman in Mind, Los Angeles.
- Queen Elizabeth II, The Audience, The Gielgud Theatre, London, 2013.